# 刘美人 (张骏)
刘美人（?—372），中国十六国时代前凉王张天锡的母亲，張骏的美人。張骏对刘氏十分宠爱。刘氏在338年生下张天锡，张天锡也深得父亲的喜欢。363年，张天锡篡夺了侄子冲王张玄靓的王位，尊生母刘美人为王太妃。之後，没有了刘美人的相关记载。

### 书目
- 《晋书·张天锡传》

### 网站
1. ↑  . ctext.org.   [2025-01-13] （中文（中国大陆））.